# Dammelsberg
Der Dammelsberg ist ein 318 m ü. NHN hoher Berg des Marburger Rückens. Er liegt zwischen Marbach im Norden, der Marburger Oberstadt im Osten und Ockershausen im Süden; unweit westlich liegt Wehrshausen. Am Ostnordostsporn des mit einer Schutzhütte ausgestatteten Bergs liegt in nur 1 km Entfernung das Marburger Schloss. Er gilt als möglicher früherer Standort der abgegangenen Kassenburg.
Der Berg besteht aus Buntsandstein und ist größtenteil mit Laubwald überzogen, insbesondere mit Eichen und einem kleinen Anteil Nadelholz. Sein Gipfelbereich liegt im insgesamt 21,8 ha großen FFH-Gebiet Dammelsberg und Köhlersgrund. Über diesen führt der Lahnwanderweg. Langfristig soll dieses Gebiet in einem Eichenmischwald verwandelt werden. Es gibt dort einen Bestand von Fledermäusen. Der Dammelsberg war einst für die Forstwirtschaft von Bedeutung, und schon vor über 200 Jahren pflanzte man dort Eichen, um dieses Gebiet zu einem Naherholungsgebiet umzugestalten. Da öfters das Geld zur Umgestaltung fehlte, blieb der Wald bis heute weitgehend sich selbst überlassen. Heute belässt man es aus Naturschutzgründen weitgehend dabei. Ein Naherholungsgebiet im eigentlichen Sinne ist es nicht mehr, da wegen der Umsturzgefahr der alten Eichen akute Lebensgefahr besteht. Von 16 in Deutschland bekannten Fledermausarten gibt es hier 13. Außerdem gibt es fünf Spechtarten und die größte Population an Hirschkäfern deutschlandweit.
Ein bedeutsamer Punkt ist dort die sog. Mordeiche, welche immer noch steht. Der Schuhmachergeselle Ludwig Hilberg hatte dort seine Geliebte Dorothea Wiegand am 9. September 1861 ermordet. Er wurde des Mordes überführt und am 14. Oktober 1864 in Marburg hingerichtet. Es steht am Tatort auf einem an der Eiche angebrachten Schild allerdings das Datum „12.9.1861“. Es handelt sich vermutlich um das Datum, an dem der Leichnam Dorothea Wiegand von dem Forstläufer Lorenz Reinhardt gefunden wurde. Es war die letzte in der Öffentlichkeit vollzogene Hinrichtung in Hessen und die vorletzte in Deutschland überhaupt.